# 默西塞德郡海事博物館
53°24′04″N 2°59′35″W / 53.401°N 2.993°W
默西塞德郡海事博物館（Merseyside Maritime Museum）是英国英格兰默西赛德利物浦的一个博物馆，是利物浦国家博物馆的一部分。博物馆于1980年开放，1986年扩建，设于阿尔伯特码头的D仓库。
这座城市的航海遗产在历史悠久的阿尔伯特码头出现生机。博物馆的藏品反映了利物浦作为通往世界的门户的国际重要性，包括在跨大西洋奴隶贸易、移民、商船和泰坦尼克号等方面。英国边境管理局国家博物馆“抓住！边界和海关被发现了”位于大厦的地下室。